# Rudolf Weber-Arena
Die Rudolf Weber-Arena ist eine Mehrzweckhalle in der nordrhein-westfälischen Stadt Oberhausen.

## Geschichte
Die Veranstaltungshalle liegt in der Nähe des Einkaufszentrums Centro Oberhausen. Die Bauzeit betrug 14 Monate und die Baukosten lagen bei 45 Millionen €. Die Arena wurde am 12. September 1996 offiziell eröffnet. Die Rockband Status Quo gab am 21. September das erste Konzert. Ursprünglich eröffnet wurde die Halle unter dem Namen Arena Oberhausen, bis sie von 2002 bis 2021 aufgrund eines Namenssponsorings der König-Brauerei für 20 Jahre König-Pilsener-Arena hieß. 
Am 2. Dezember 2021 wurde bekannt, dass die Rudolf Weber Gebäudereinigung und Gebäudedienste GmbH & Co. KG aus Essen neuer Namenssponsor der Arena wird. Der Vertrag mit ASM Global gilt seit dem 1. Januar 2022.
Die Arena ist Teil der Neuen Mitte Oberhausen. Bei diesem Projekt des Strukturwandels im Ruhrgebiet wurde das 143 ha große Areal eines stillgelegten Thyssen-Stahlwerks (Gutehoffnungshütte) zu einem Freizeit- und Einkaufszentrum umgestaltet. Eingebettet in die Infrastruktur der Neuen Mitte bietet die Arena ihren Besuchern mit über 14.000 kostenlosen Parkplätzen, mehreren Autobahnanschlüssen und einer Haltestelle des öffentlichen Personennahverkehrs in unmittelbarer Nähe eine bequeme An- und Abreise.
Die Arena fasst 12.650 Personen. Die Tribünen sind hufeisenförmig angelegt. Dabei sind 10.000 Plätze auf zwei Ebenen installiert. Je nach Wunsch des Veranstalters kann die Bühne auch als Center Stage eingerichtet werden, wobei die Höchstkapazität 12.000 Personen erlaubt. Außerdem gibt es zwei Theaterkonfigurationen, die für 3.000 und 5.200 Personen ausgelegt sind. Des Weiteren besitzt die Arena 22 Event-Suiten.
Veranstaltungen sind vornehmlich Konzerte und Sportereignisse. Auch Shows wie Stomp, Riverdance, der Jugendtag der Neuapostolischen Kirche in Nordrhein-Westfalen oder die Verleihung der 1 Live Krone fanden in der Arena statt. 
In den Spielzeiten 1997/98 bis 2001/02 bestritt die Eishockeymannschaft der Revierlöwen Oberhausen ihre Heimspiele in der Arena. 1997/98 war die Halle zudem Heimstätte des Basketball-Bundesligisten Ruhr Devils. Der Handballverein TUSEM Essen gewann in der Arena 2005 vor 6000 Zuschauern das Finale des EHF-Pokals gegen den SC Magdeburg. Die deutsche Eishockeynationalmannschaft spielte im Rahmen der Euro Hockey Challenge 2015 zwei Mal gegen Russland. Bei der Euro Hockey Challenge 2016 gab es in der Arena zwei Länderspiele gegen Belarus. Am 25. Mai 2017 wurde das Finale der 12. Staffel von Germany’s Next Topmodel in der Arena ausgetragen.
Der Schwergewichtsboxer Manuel Charr trat am 25. November 2017 vor 5000 Zuschauern in der Arena zum Weltmeisterschaftskampf der WBA gegen den Russen Alexander Ustinow an. Charr gewann den Kampf einstimmig nach Punkten (115:111, 116:111, 115:112). Ende 2020 fand in der Arena die European Darts Championship statt.

## Management
Die Arena wurde von der SMG Entertainment Deutschland GmbH betrieben, einer 100-prozentigen Tochter der weltweit agierenden SMG mit Sitz in Philadelphia. Diese fusionierte im Oktober 2019 mit der AEG Facilities zu ASM Global.
Geschäftsführer der Arena war vom 10. Oktober 2017 bis zum 20. Juli 2020 Henrik Häcker. Dieser verließ das Unternehmen, um im Deutschen Museum in München eine neue Stelle anzunehmen.

## Technik
- Die Deckentraglast beträgt 45 t.
- Die Deckenhöhe beträgt bis zu 21 m.
- Die Bühnengesamtlast beträgt 380 t.
- Leuchtmittel mit 104 kW Leistungsaufnahme erleuchten den Innenraum.
- Die Lüftung wälzt 675.000 m³ Luft pro Stunde um.

## Kritik
Im April 2015 stand das Management der Arena in der Kritik, weil es der ADÜTDF das Gebäude für eine politische Veranstaltung zur Verfügung stellte. Die ADÜTDF ist eine türkische Organisation, die den rechtsextremen Grauen Wölfen nahesteht. Beide Organisationen werden vom Verfassungsschutz beobachtet. Trotz dessen fand die Veranstaltung am 26. April 2015 ohne besondere Vorkommnisse oder Gegendemonstrationen statt.

## Galerie

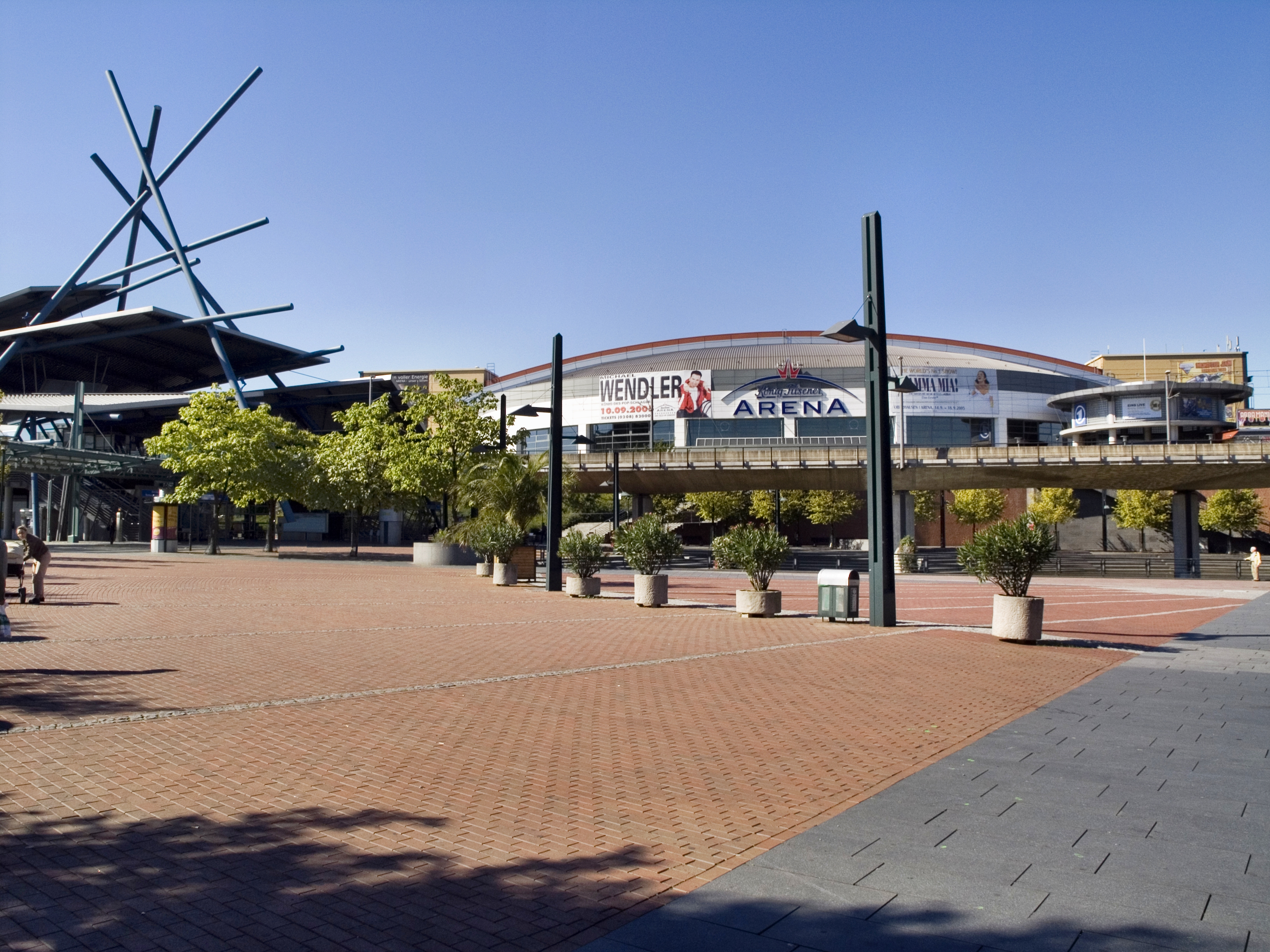
Außenansicht, September 2005
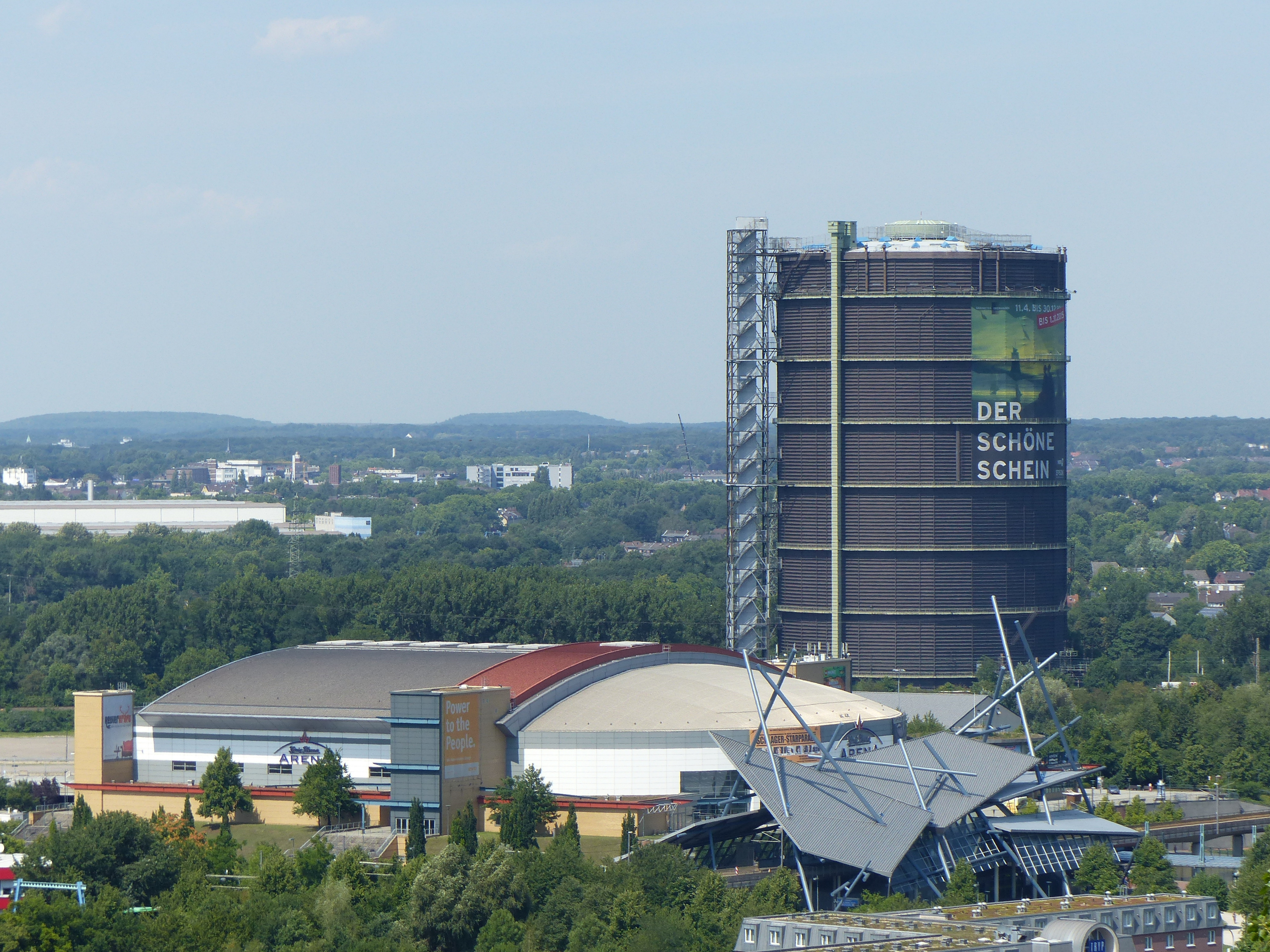
Blick von der Knappenhalde auf die Arena, August 2015
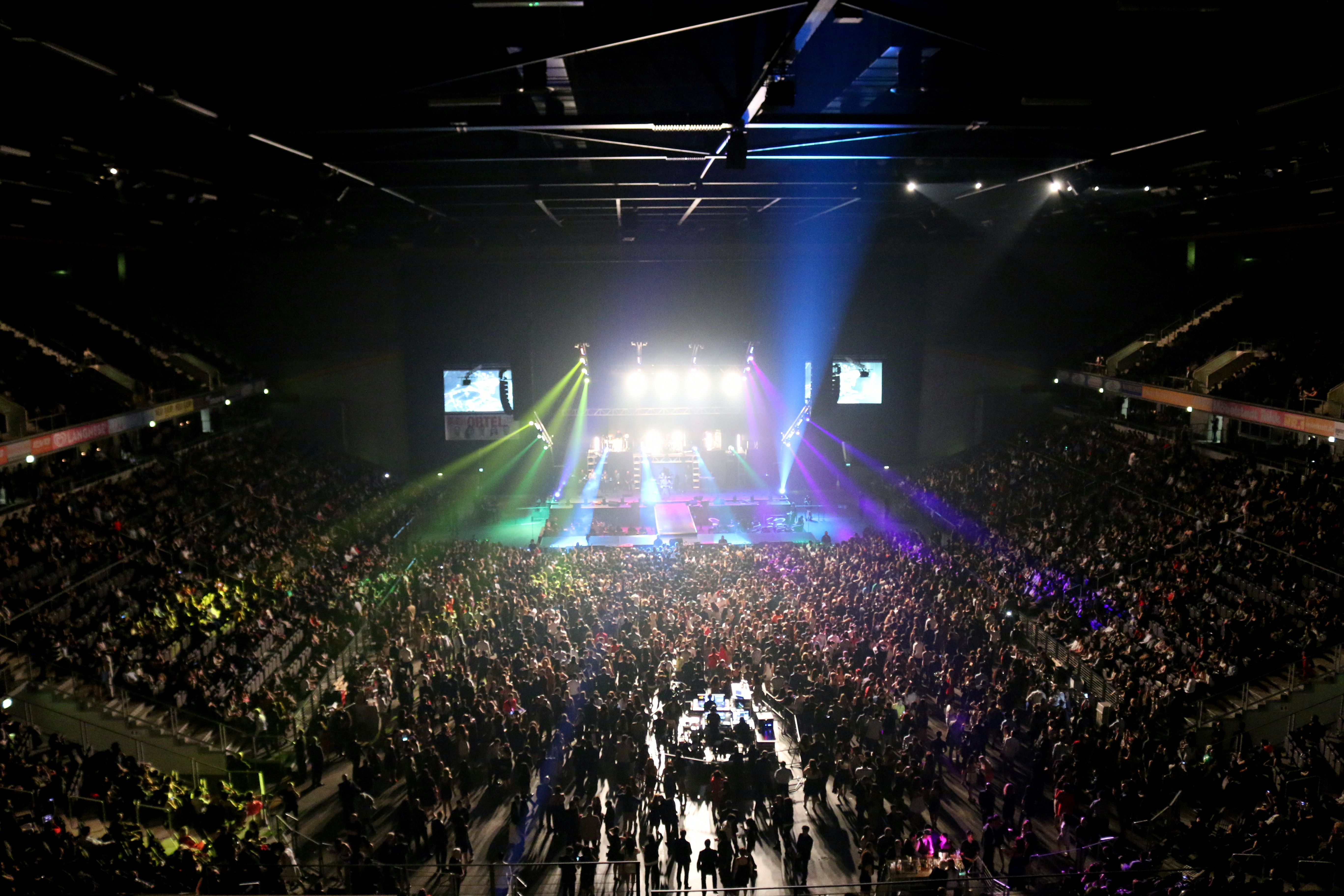
Konzert zum Persischen Neujahrsfest (Nouruz) in der Arena im März 2014
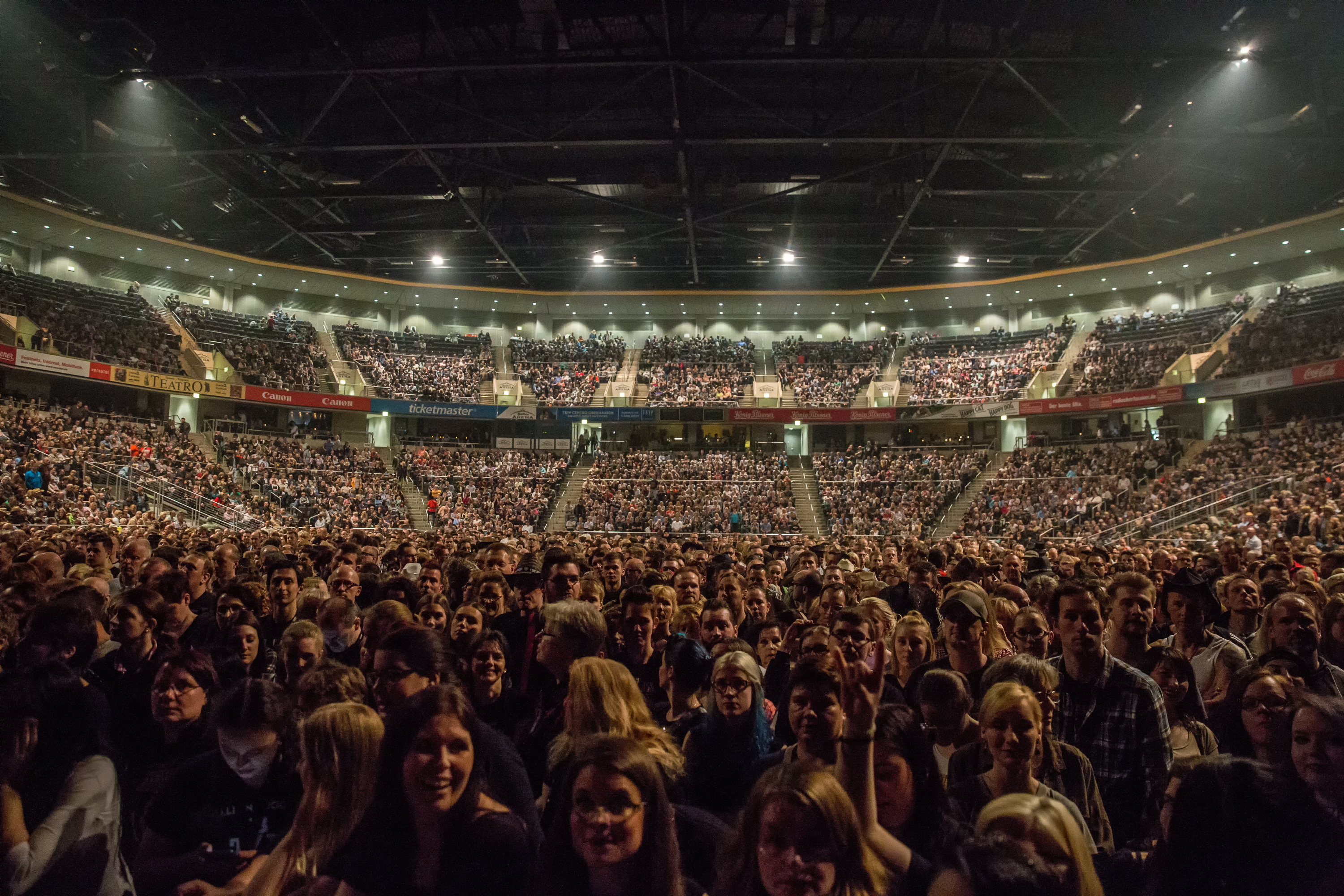
Konzert von The BossHoss 2016